# Модрич
Вижте пояснителната страница за други значения на Модрич.
Мо̀дрич (на македонска литературна норма: Модрич) е село в Северна Македония, в община Струга.

## География
Селото е разположено в областта Дримкол в източните склонове на планината Радук.

## История
В XIX век Модрич е българско село в Дебърска каза на Османската империя. В „Етнография на вилаетите Адрианопол, Монастир и Салоника“, издадена в Константинопол в 1878 година и отразяваща статистиката на населението от 1873 година, Модрич (Modritch) е посочено като село с 60 домакинства, като жителите му са 152 българи.
Според статистиката на Васил Кънчов („Македония. Етнография и статистика“) в 1900 година Модрич има 960 жители българи християни.
На Етнографската карта на Битолския вилает на Картографския институт в София от 1901 година Модрич е чисто българско село в Дебърската каза на Дебърския санджак със 78 къщи.
Цялото християнско население на селото е под върховенството на Българската екзархия. По данни на секретаря на екзархията Димитър Мишев („La Macédoine et sa Population Chrétienne“) в 1905 година в Модрич има 624 българи екзархисти и функционира българско училище.
Към 1910 година в селото има само две сърбомански къщи. Според статистика на вестник „Дебърски глас“ в 1911 година в Модрич има 63 български екзархийски и 2 патриаршистки къщи (от 1908 г.).
При избухването на Балканската война в 1912 година 1 човек от Модрич е доброволец в Македоно-одринското опълчение.
В рапорт на Павел Христов, главен български учител в Албания, и Григор Ошавков от 28 януари 1914 година се посочва, че Модрич е село с 60 български къщи. В селото е запазено българското училище, функциониращо до 1912 година.
В 1915 година, по време на Първата световна война, селото е анексирано от Царство България. Към 1 март 1916 година Модричъ е част от Требищката община на българската Дебърска околия.
Към началото на XXI век селото има около 50 къщи. Църквата в селото е посветена на „Успение Богородично“. На входа на селото е разположен манастирът „Свети Никола“, в местността Градище – манастирът „Свети Арахангел“, в Долна махала манастирът „Свети Георги“, а в Кочева махала – манастирът „Свети Атанасий“. На 26 юли 2004 година е осветен и поставен темелният камък на църквата „Свети архангел Гаврил“ от митрополит Тимотей Дебърско-Кичевски.
Според преброяването от 2002 година селото има 25 жители македонци.

## Личности
Родени в Модрич
- Апостол Соколов, свещеник в Охрид след 1850 година, инициатор за построяването на българското училище в Кошичка махала в Охрид през 1860 година[12]
- Бошко Смакьоски (1938 – 1998), писател от Северна Македония
- Иван Христов, български опълченец, ІІI опълченска дружина[13]
- Йордан Добревски (1939 – 1980), писател от Северна Македония